# Зуевка (приток Таруссы)
Зуевка — река в России, протекает в Рузском городском округе Московской области.
Длина реки составляет около 12 км. Является правой составляющей Таруссы.

## Течение
Начинается на северо-востоке посёлка Дорохово. Далее ручей проходит через длинные рощи тополей и других лиственных деревьев и входит в СНТ «Родник».
Протекает через Смирновские пруды.
Сливаясь с рекой Турица, образует Таруссу.

## Притоки
- Берёзкинский ручей (протекает через д. Берёзкино)
- Малый Шелковский ручей, текущий от завода LG Electronicks
- Землинский ручей (впадает в Зуевку у Смирновских прудов)
- Сахарный ручей[6]
- Старый Землинский ручей
- Речка Садовка (Садовый ручей)
- Северный ручей — является природным каналом между Елицей и Зуёвкой
- Ольховский ручей

## Гидротехнические сооружения
На пути течения Зуевки расположены Смирновские пруды:
- Малый Смирновский пруд или Разлив Зуевки — первый верхний пруд на речке. На данный момент пруд сильно заболочен и зарос камышом;
- Большой Смирновский пруд или Барский пруд — пруд, расположенный ниже Разлива.

Вытекая из Большого Смирновского пруда, река спадает с двухметрового каскада (около улицы Молодёжной деревни Землино).
Ниже по течению расположен защитный бетонный мост, по которому проходит трасса от Минского шоссе до станции «Партизанская». Он был построен в 2008 году для защиты дороги от весеннего половодья и затоплений (СНТ «Ольха», «Дворики»). На входе и выходе были залиты бетоном специальные траншеи для уменьшения давления на стены и коллекторы моста.